# Carlo Bergonzi (lutier)
Carlo Bergonzi (Cremona, Itàlia, 21 de desembre de 1683 – ibidem, 9 de febrer de 1747) fou un lutier italià que va aprendre l'ofici amb Girolamo Amati II (1649-1740), va col·laborar amb Giuseppe Guarneri (1666-1740) i és considerat l'alumne més rellevant d'Antonio Stradivari (1644-1737).
Bergonzi va ser el primer i el més important membre de la família de lutiers Bergonzi.

## Biografia
Els pares de Bergonzi van viure just al costat de la casa d'Antonio Stradivari en la Piazza San Domenico de Cremona. Bergonzi va aprendre l'ofici amb Stradivari, i eventualment va acabar fent les reparacions dels instruments d'aquest lutier. Atès que dedicava tot el temps disponible a les reparacions, Bergonzi era capaç de produir només uns pocs instruments propis. El disseny dels violins de Bergonzi està basat en la plantilles dels Stradivari i dels Guarneri.

## Violins
Les etiquetes dels violins de Bergonzi varien, però normalment porten la data de registre, el nom i la ubicació:
| « | Anno 1733, Carlo Bergonzi fece in Cremona | » |

 El 1740 va crear un dels seus millors violins, el Kreisler Bergonzi, el qual va rebre el nom temps després de la mort de Bergonzi quan el va fer servir el famós violinista Fritz Kreisler. Va ser també un dels violins del violinista israelià Itzhak Perlman. Ambdós violinistes, Kreisler i Perlman, van actuar i enregistrar amb ell.
Se sap que molts dels instruments que porten el seu segell no són pas autèntics Bergonzi. Un dels violoncels propietat de Pau Casals va ser durant molts anys reconegut com un Bergonzi, a causa de l'etiqueta que portava, que deia: "Carlo Bergonzi ... 1733". Al final es va poder demostrar que havia estat fet per Matteo Goffriller. El 1881 un tribunal de Londres va jutjar una reclamacions segons la qual el conegut lutier Georges Chanot III havia rebut un violí amb un segell Bergonzi falsificat i llavors l'havia venut com a genuí. El seu engany va ser descobert pel fabricant de violins William Ebsworth Hill. Chanot va reconèixer el fet, però tot dient que el comprador sabia que era una falsificació atès que allò era una pràctica comuna en el negoci de venda de violins. No va convèncer el tribunal, que el va trobar culpable.

## Família de lutiers Bergonzi
- Michele Angelo (ca. 1722–1758), el fill més gran de Carlo
- Zosimo (ca. 1725–1777), el fill més petit de Carlo
- Carlo II. (1758–1838 Cremona), el fill més petit de Zosimo
- Nicola (ca. 1746–1796) el fill més gran de Zosimo

Font: